# Bad Salzuflen
Bad Salzuflen és una ciutat al districte de Lippe, a Rin del Nord-Westfàlia, Alemanya, situada a la regió de Weserbergland. A finals del 2006 tenia 54.415 habitants.

## Geografia

### Clima
| Paràmetres climàtics mitjans de Bad Salzuflen (1991-2020) | Paràmetres climàtics mitjans de Bad Salzuflen (1991-2020) | Paràmetres climàtics mitjans de Bad Salzuflen (1991-2020) | Paràmetres climàtics mitjans de Bad Salzuflen (1991-2020) | Paràmetres climàtics mitjans de Bad Salzuflen (1991-2020) | Paràmetres climàtics mitjans de Bad Salzuflen (1991-2020) | Paràmetres climàtics mitjans de Bad Salzuflen (1991-2020) | Paràmetres climàtics mitjans de Bad Salzuflen (1991-2020) | Paràmetres climàtics mitjans de Bad Salzuflen (1991-2020) | Paràmetres climàtics mitjans de Bad Salzuflen (1991-2020) | Paràmetres climàtics mitjans de Bad Salzuflen (1991-2020) | Paràmetres climàtics mitjans de Bad Salzuflen (1991-2020) | Paràmetres climàtics mitjans de Bad Salzuflen (1991-2020) | Paràmetres climàtics mitjans de Bad Salzuflen (1991-2020) |
| Mes                                                       | Gen.                                                      | Feb.                                                      | Mar.                                                      | Abr.                                                      | Mai.                                                      | Jun.                                                      | Jul.                                                      | Ago.                                                      | Set.                                                      | Oct.                                                      | Nov.                                                      | Des.                                                      | Anual                                                     |
| --------------------------------------------------------- | --------------------------------------------------------- | --------------------------------------------------------- | --------------------------------------------------------- | --------------------------------------------------------- | --------------------------------------------------------- | --------------------------------------------------------- | --------------------------------------------------------- | --------------------------------------------------------- | --------------------------------------------------------- | --------------------------------------------------------- | --------------------------------------------------------- | --------------------------------------------------------- | --------------------------------------------------------- |
| Temperatura màxima registrada °C (°F)                     | 14,9 (58,8)                                               | 19,0 (66,2)                                               | 24,3 (75,7)                                               | 30,8 (87,4)                                               | 33,4 (92,1)                                               | 34,5 (94,1)                                               | 37,8 (100)                                                | 36,5 (97,7)                                               | 31,7 (89,1)                                               | 26,9 (80,4)                                               | 20,7 (69,3)                                               | 16,3 (61,3)                                               | 37,8 (100)                                                |
| Temperatura mínima registrada °C (°F)                     | −28,0 (−18,4)                                             | −23,5 (−10,3)                                             | −15,2 (4,6)                                               | −5,7 (21,7)                                               | −4,5 (23,9)                                               | 1,0 (33,8)                                                | 3,5 (38,3)                                                | 3,3 (37,9)                                                | −1,6 (29,1)                                               | −5,7 (21,7)                                               | −11,0 (12,2)                                              | −19,5 (−3,1)                                              | −28,0 (−18,4)                                             |
| Temperatura diària màxima °C (°F)                         | 4,3 (39,7)                                                | 5,5 (41,9)                                                | 9,3 (48,7)                                                | 14,3 (57,7)                                               | 18,2 (64,8)                                               | 21,1 (70)                                                 | 23,4 (74,1)                                               | 23,2 (73,8)                                               | 19,0 (66,2)                                               | 13,8 (56,8)                                               | 8,4 (47,1)                                                | 5,1 (41,2)                                                | 13,8 (56,8)                                               |
| Temperatura diària mínima °C (°F)                         | −0,2 (31,6)                                               | −0,1 (31,8)                                               | 2,0 (35,6)                                                | 4,9 (40,8)                                                | 8,2 (46,8)                                                | 11,2 (52,2)                                               | 13,4 (56,1)                                               | 13,4 (56,1)                                               | 10,3 (50,5)                                               | 6,9 (44,4)                                                | 3,5 (38,3)                                                | 0,7 (33,3)                                                | 6,2 (43,2)                                                |
| Precipitació total mm (polzades)                          | 77,0 (3)                                                  | 59,0 (2,3)                                                | 57,0 (2,2)                                                | 46,0 (1,8)                                                | 60,0 (2,4)                                                | 71,0 (2,8)                                                | 79,0 (3,1)                                                | 80,0 (3,1)                                                | 68,0 (2,7)                                                | 67,0 (2,6)                                                | 66,0 (2,6)                                                | 75,0 (3)                                                  | 805,0 (31,7)                                              |
| Font: wetterlabs.de: Bad Salzuflen Wetter und Klima       |                                                           |                                                           |                                                           |                                                           |                                                           |                                                           |                                                           |                                                           |                                                           |                                                           |                                                           |                                                           |                                                           |